# شریطه و دعا
شریطه و دعا، دعایی است که شاعر به منظور جاودانگی ممدوح خود در انتهای قصیده، به صورت جملات شرطی بیان می‌کند. به عبارتی دیگر شاعر دعای خود را به شرط بر آورده شدن خواسته‌هایش  بیان می‌دارد.
مثلا عنصری در پایان یکی از قصایدش چنین می‌گوید:
همیشه تا به همه وقت خلق عالم را/ به شادی و غم از ایزد بود قضا و قدر)
(بقای شاه جهان باد و عزّ و دولت او /دلش به رامش و دستش به باده و ساغر)